# Bartolomeo Ammannati

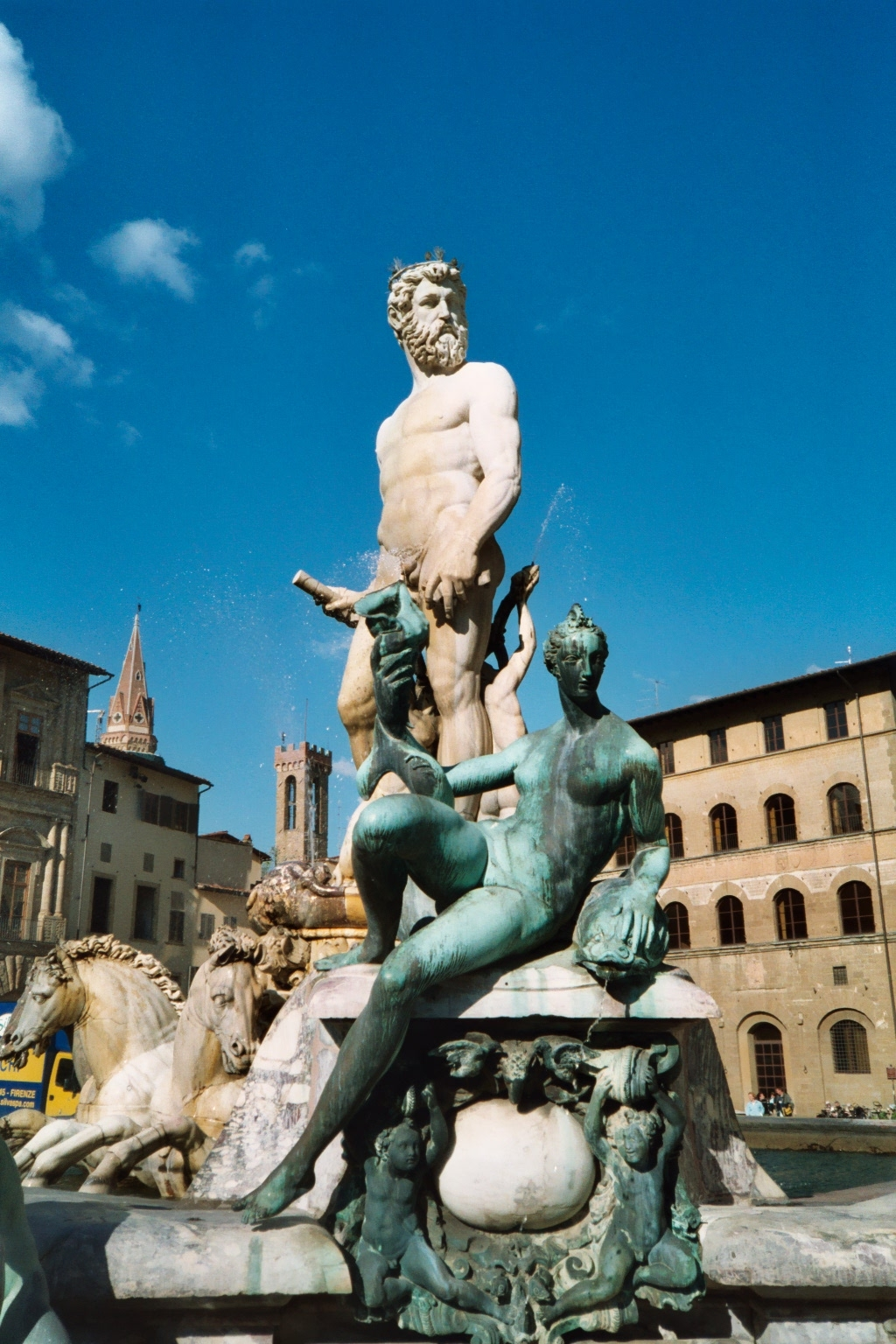
Fontanna Neptuna we Florencji

Bartolomeo Ammannati (ur. 18 czerwca 1511 w Settignano koło Florencji, zm. 13 kwietnia 1592 we Florencji) – rzeźbiarz i architekt włoski, przedstawiciel manieryzmu.

## Życiorys
Uczeń Baccia Bandinelli i Jacopo Sansovino. Poza licznymi pracami architektonicznymi i rzeźbiarskimi w Wenecji, Padwie, Rzymie i Florencji (w tym ostatnim mieście rozbudował m.in. Pałac Pittich i zaprojektował most na rzece Arno) jego dziełem jest też fontanna Neptuna na Piazza della Signoria we Florencji. Pod koniec życia przeżył kryzys religijny w duchu kontrreformacji, potępił nagość obecną w jego wcześniejszych pracach, a spadek zapisał jezuitom. W 1550 poślubił Laurę Battiferri, wyróżniającą się i utalentowaną poetkę.